# Chã d'Areia
Chã d'Areia est un quartier de la ville de Praia, capitale du Cap-Vert sur l'île de Santiago. 

## Présentation
Chã d'Areia est situé au sud et à l'ouest du centre-ville. Les quartiers voisins sont Plateau au nord-est, Achadinha au nord, Várzea à l'ouest, Achada Santo António au sud-ouest et Prainha au sud. 
Ses rues principales sont l'Avenida Combatentes da Liberdade da Patria et l'Avenida Cidade de Lisboa. 
Les points d'intérêt de Chã d'Areia sont la plage de Gamboa, le port de Praia, le centre sportif Vavá Duarte et les archives nationales du Cap-Vert qui sont installées dans l'ancien bâtiment des douanes.
Sa population était de 247 habitants au recensement de 2010.